# コルネリス・クルーゼマン
コルネリス・クルーゼマン（Cornelis Kruseman、1797年9月25日 - 1857年11月14日）は、オランダの画家、版画家、イラストレーターである。デン・ハーグなどで活動し、肖像画や風俗画を描いた。

## 略歴
アムステルダムで生まれた。14歳になったころからアムステルダムの絵画学校（Amsterdamse Tekenacademie）に入学し チャールズ・ハワード・ホッジス（Charles Howard Hodges: 1764-1837）や ペテルス・アントニウス・ラフェリ（Petrus Antonius Ravelli: 1788 - 1861)、ジャン・オーギュスタン・ダイワイユ（Jean Augustin Daiwaille: 1786-1850）といった画家に学んだ。
アムステルダムで修行を続けた後、1821年にパリとイタリアで、4年間修業し、フランスの画家 ジャン＝ヴィクトール・シュネッツ（1787-1870）やルイ＝レオポール・ロベール（1794-1835）に学んだ。
1825年にオランダに戻ると、デン・ハーグで活動し、1926年にイタリアの旅行記「C.クルーゼマンのイタリア滞在記（Aanteekeningen van C. Kruseman, betrekkelijk deszelfs kunstreis en verblijf in Italië）」を出版した。1831年にオランダ獅子勲章（Orde van de Nederlandse Leeuw）の騎士を受勲した。1832年10月に結婚した。
1841年から1847年まで2度目のイタリア滞在をした。1847年から1854年までハーグに住み、その後、南ホラント州のリッセに移り、そこで亡くなった。
肖像画や風俗画、聖書を題材にした絵画、風景画などで知られている。
クルーゼマンの教えた画家にはいとこのヤン・アダム・クルーゼマン（Jan Adam Kruseman: 1804–1862）やヘルマン・テン・カテ（Herman ten Kate: 1822-1891)、ジャワ島の貴族の息子のラデン・サレー（1811-1880）がいる。

## 作品

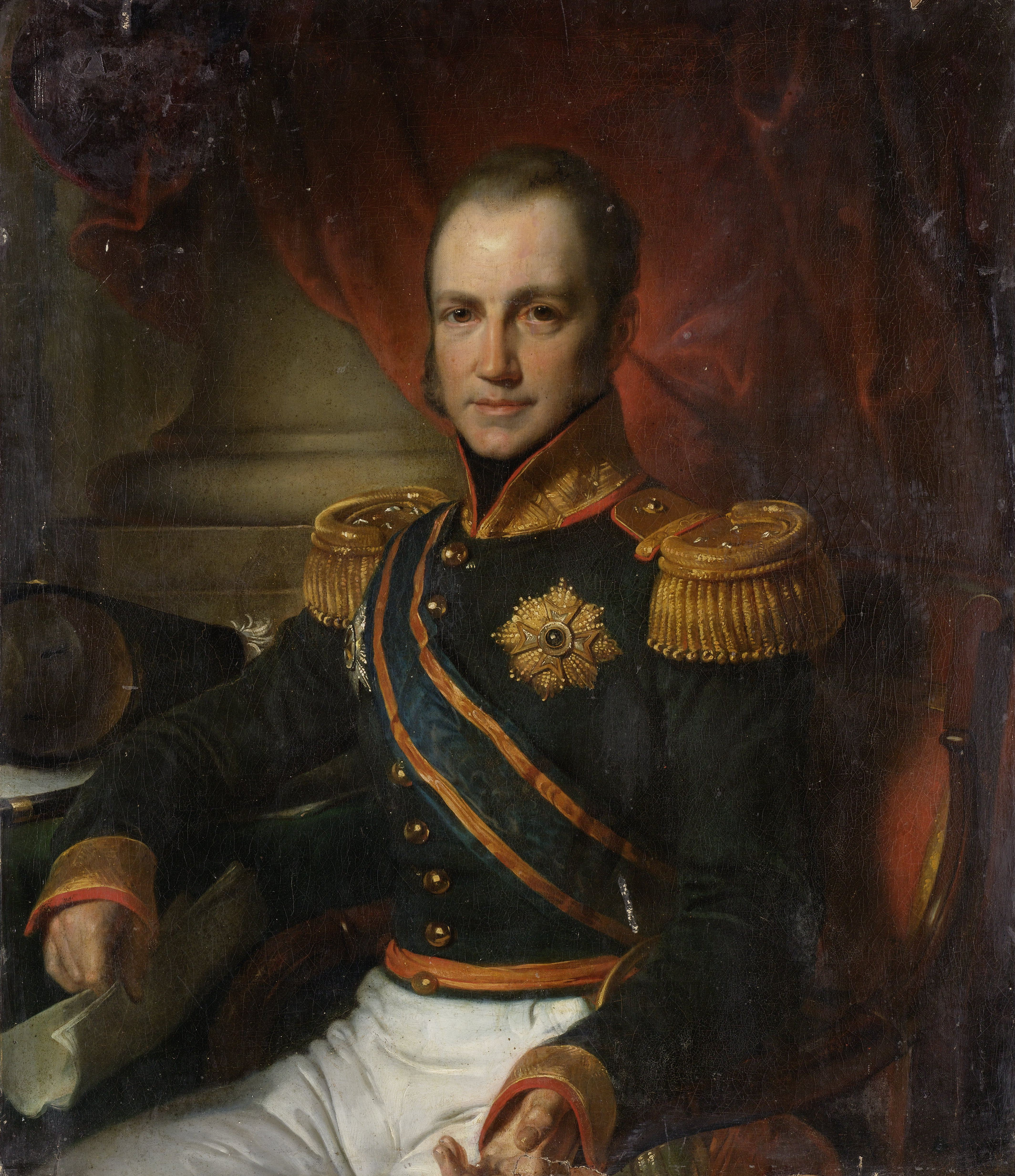
ファン・デル・カペレン伯爵 アムステルダム国立美術館
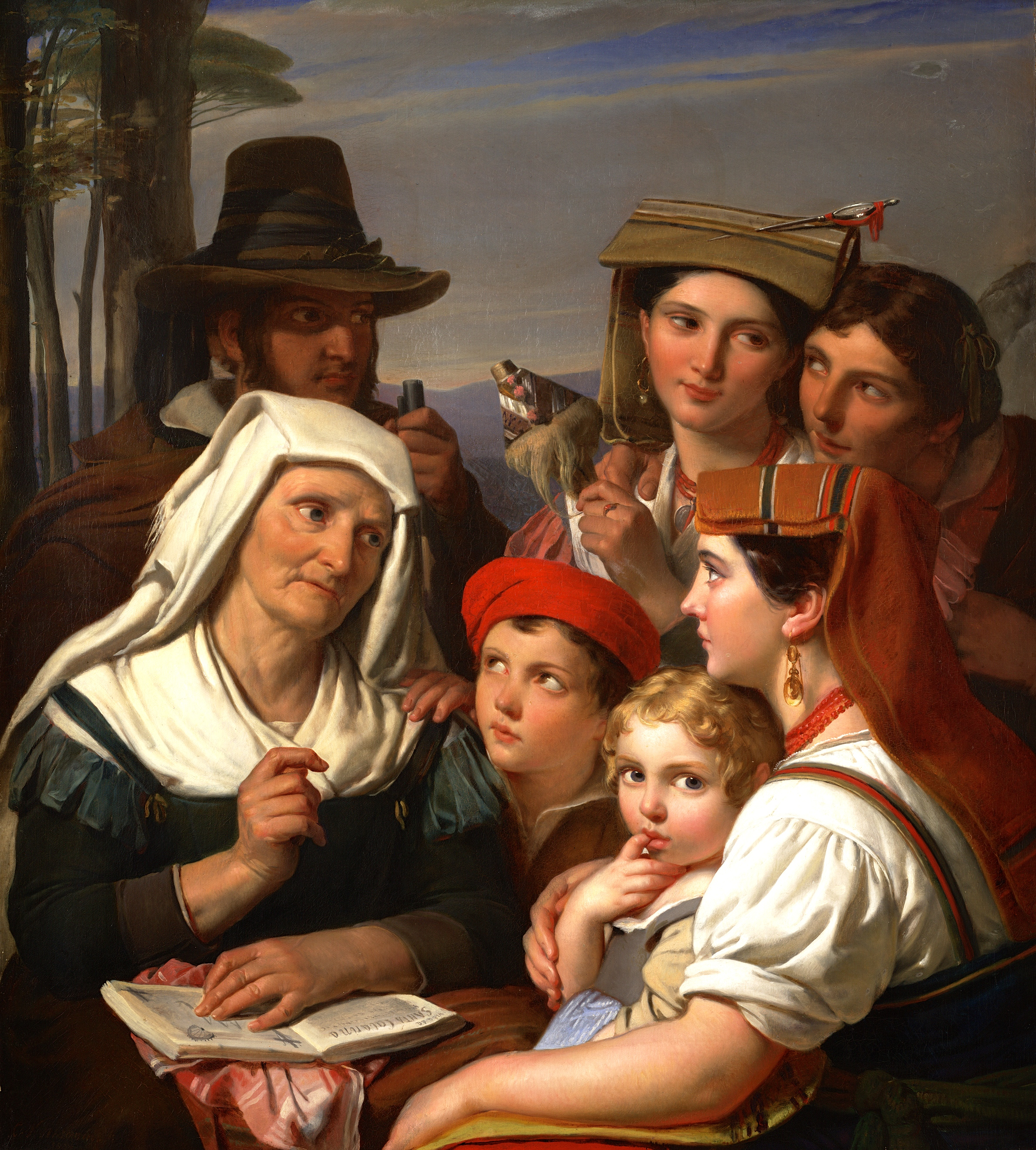
De Legende（伝説） (1827) Teylers Museum
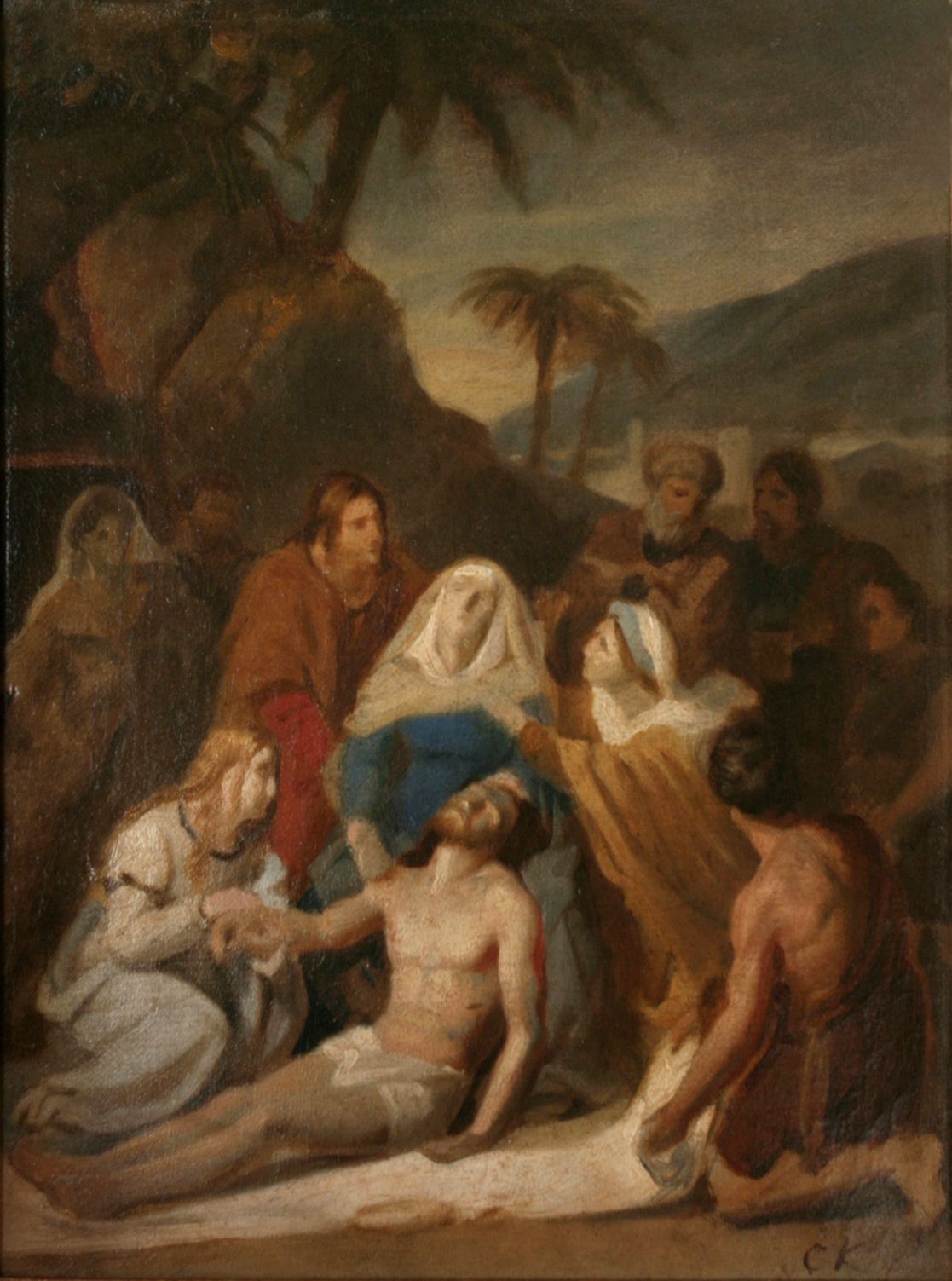
キリストの哀悼 (c.1830)
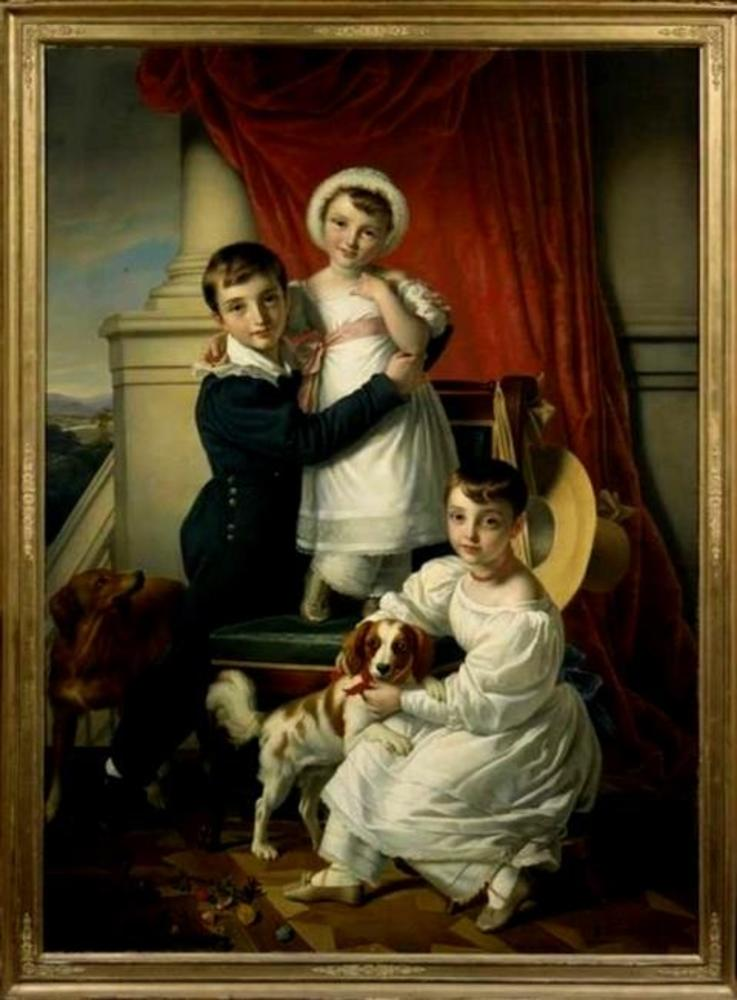
van Romondt家の子供たち (1830) ユトレヒト中央博物館
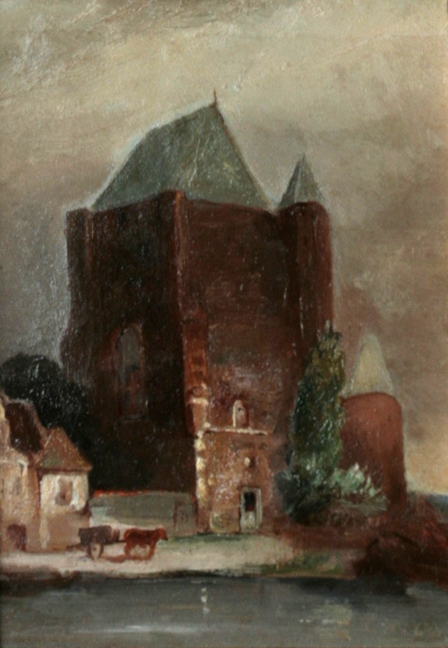
水辺の塔